# San Diego Supercomputer Center

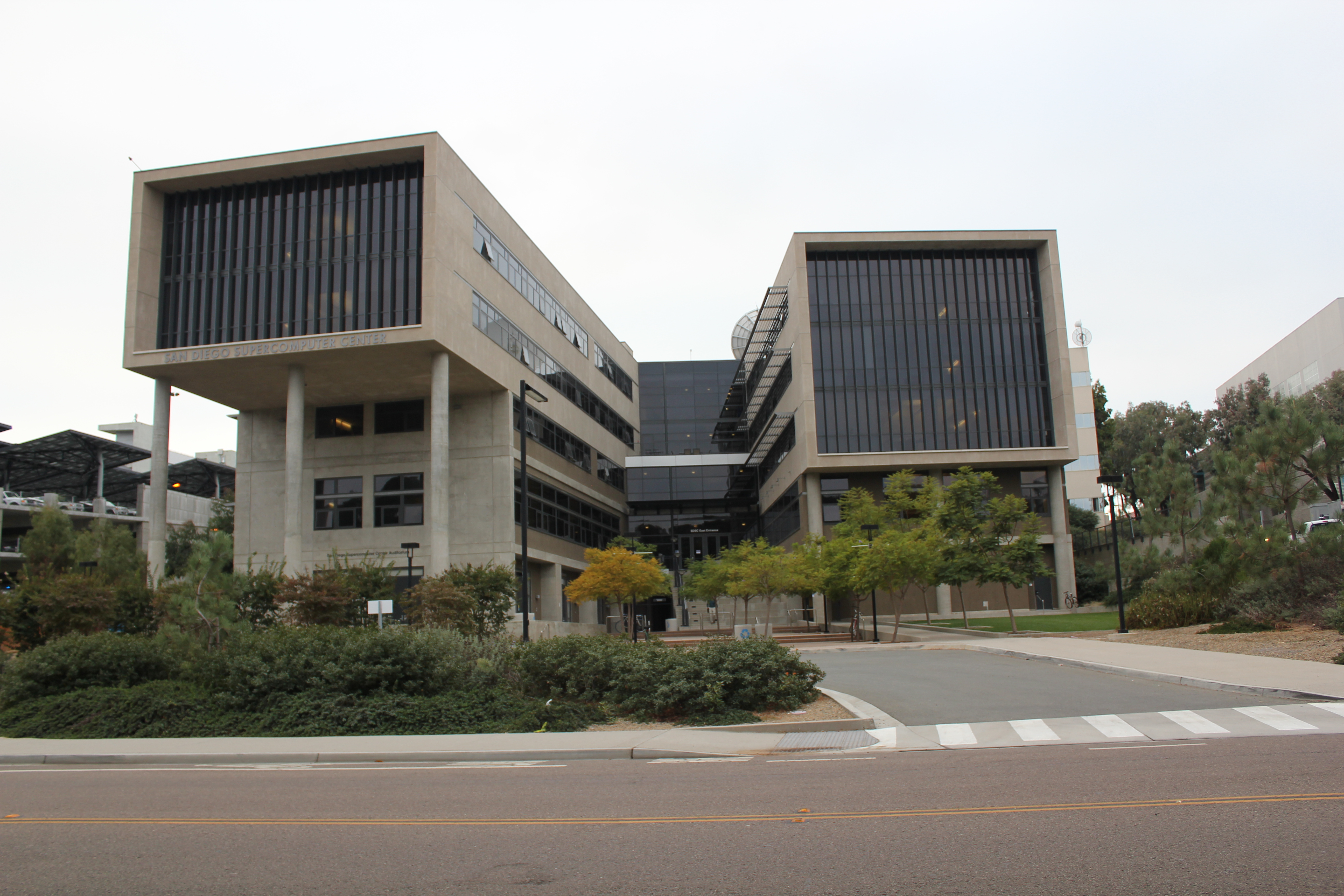

Il San Diego Supercomputer Center (SDSC) è un'unità di ricerca organizzata dell'University of California, San Diego (UCSD).  Il centro è fisicamente ubicato sul lato orientale dell'Eleanor Roosevelt College nel campo della UCSD.
Fondato nel 1985, il fine che si prefigge è quello di "sviluppare e usare la tecnologia per l'avanzamento della scienza". L'SDSC è finanziato principalmente dalla National Science Foundation (NSF) e conduce ricerche nell'area del calcolo ad alte prestazioni, grid computing, biologia computazionale, geoinformatica, fisica computazionale, chimica computazionale, data management, scientific visualization, e computer networking.  SDSC è riconosciuto internazionalmente per i suoi contributi alla biologia computazionale e a gli approcci computazionali alla geologia e alla genomica. L'SDSC è conosciuto in particolare per il suo ruolo nella creazione e nella gestione del Protein Data Bank, per il George E. Brown Jr. Network for Earthquake Engineering Simulation Cyberinfrastructure Center (NEESit), in infrastruttura computazionale per le scienze geologiche (GEON), e per il progetto Tree of Life (TOL).
SDSC è uno dei quattro siti originariamente coinvolti nel progetto TeraGrid insieme al National Center for Supercomputing Applications (NCSA), l'Argonne National Laboratory, e il Center for Advanced Computing Research (CACR).
SDSC ha sviluppato l'ambiente Rocks cluster computing environment, ed è un pioniere nello sviluppo di software per la gestione dei dati, incluso lo Storage resource broker (SRB).
Attualmente, il direttore del centro è Francine Berman, noto pioniere del grid computing.
SDSC è anche sede del laboratorio di Performance Modeling and Characterization (PMaC), il cui scopo è di dare basi scientifiche rigorose alla predizione e alla comprensione dei fattori che condizionano le prestazioni delle piattaforme, attuali o in progetto, di calcolo ad alte prestazioni (High Performance Computing - HPC).
PMaC è finanziato dal Diparttimento USA dell'energia (sovvenzione alla ricerca SciDac PERC), dal Dipartimento USA della Difesa (programma NAVO MSRC PET), dal DARPA, e dal programma STI (Strategic Technologies for the Internet) della National Science Foundation.
Allan E. Snavely, Ph.D., ha fondato il laboratorio PMaC nel 2001. Oggi è capogruppo del PMaC and the UCSD e Primary Investigator nel DoE PERC project e nel progetto HPC Performance Modeling del DoD